# Robert Williams (wetenschapper)

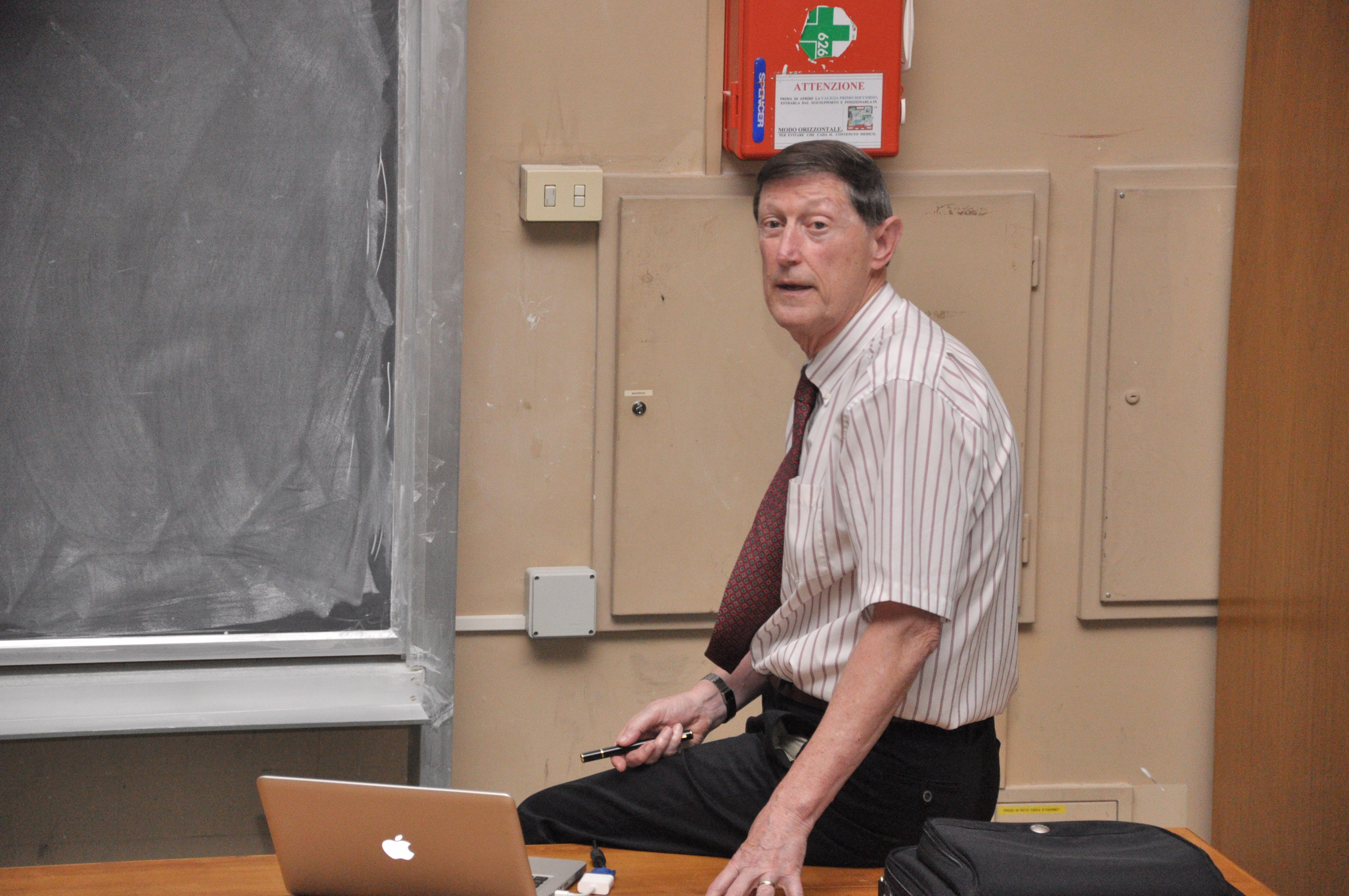
Robert Williams in 2012

Robert Williams (Dunsmuir, 14 oktober 1940) is een Amerikaans wetenschapper en astronoom. Williams werd bekend door zijn bevestiging van zwarte gaten toen hij werkte met de ruimtetelescoop Hubble. 

## Biografie
Williams studeerde af de Universiteit van Californië - Berkeley in 1962 en behaalde vervolgens een PhD in 1965 aan de Universiteit van Wisconsin.
Williams was gedurende 18 jaar professor astronomie aan de Universiteit van Arizona en werkte vervolgens 8 jaar in het Cerro Tololo Inter-American Observatory te Chili. Daarna was hij directeur van het Space Telescope Science Institute tussen 1993 en 1998.
Hij was voorzitter van de Internationale Astronomische Unie van 2009 tot 2012 en is nog steeds actief lid.

## Eerbetoon
- 1991 - Alexander von Humboldt Award
- 1998 - Beatrice Tinsley Prijs
- 1999 - NASA Distinguished Public Service Medal